# Щапов, Юрий Степанович
Юрий Степанович Щапов (7 ноября 1935 года д. Щапово Иркутская область) — российский промышленник, горняк, экс-депутат Верховного Совета СССР, Совета Федерации Федерального Собрания Российской Федерации, Верховного Совета Республики Хакасия. Почётный житель города Черногорска Республики Хакасия.

## Биография
Родился в многодетной семье в Иркутской области, в деревне Щапово, в имении своего прадеда Щапова Афанасия Прокопьевича. Получил три высших образования: два в области горного дела, одно- аграрное. Много лет проработал горняком, участвовал в создании нескольких крупных предприятий. Занимается развитием добычи и переработки полезных ископаемых, производства и сельского хозяйства.
Окончил Иркутский горно-металлургический Институт.
Окончил Иркутский политехнический институт.

### Государственная деятельность
Весной 1989 года избран народным депутатом СССР  от Черногорского национально-территориального избирательного округа № 734 Хакасской автономной области.
Юрий Степанович был депутатом Верховного Совета Республики Хакасия третьего созыва. Членом комитета по законодательству, законности и правопорядку.
С января 1994 по январь 1996 — депутат Совета Федерации Федерального собрания.

### Производственная деятельность
Работал на шахтах г. Артема, разрезах: «Азейский», «Бородинский», «Черногорский» на должностях от горного мастера до директора предприятия. После 1993 г. работал генеральным директором компании «Хакасуголь», гендиректором ЗАО «Разрез Степной».
58 лет жизни Щапова Юрия Степановича отдано шахтерскому труду, из них 33 года — на ведущих предприятиях города Черногорска. Имя Щапова Ю. С. занесено в Книгу Почета г. Черногорска.
На 8-й шахте был построен целый квартал жилых домов (ул. Рубанова, ул Тургенева, ул. Советская), дом № 60 по ул. Советская, Красных Партизан 19а; коттеджный поселок в районе «Слюдки», другие дома, что позволило в кратчайшие сроки решить жилищную проблему для работников разреза «Черногорский», которые 10-летиями стояли в очереди на получение квартир.
Благодаря ему, в конце 1980-х годов в городе появилась объездная дорога, которую до сих пор в народе зовут «Щаповской».
При его непосредственном участии в 1990-х годах в городе появились такие предприятия, как ЗАО «Хакасуглепром», ЗАО «Хакасуглеснабсбыт», ЗАО «Хакасинвестуголь», ЗАО «Промтранс», ЗАО «Хакасзрывпром», ЗАО «Асфальтировщик», ООО «Заготовитель», ООО «Хакаснедра», ЗАО "Разрез «Степной».
При непосредственном участии Щапова Ю. С. в городе построены Богородице- Рождественский и Иоанна — Богословский храмы.
Главное детище Юрия Степановича — ЗАО "Разрез «Степной» — создавалось на личные средства руководителя, ИТР, служащих разреза и рабочих, и было первым народным предприятием города. В настоящее время — это флагман угольной промышленности Черногорска.
Щапов Юрий Степанович — учредитель АО «Барит». Предприятие было создано в августе 1995 года.
Акционерное общество «Барит» является единственным в Сибири и Дальнем Востоке горнодобывающим предприятием по добыче баритовой руды.
Всего на предприятиях, входящих в группу «Барит», на сегодняшний день трудятся более 500 человек.
Во все времена Щапов Ю. С. особое внимание уделял решению социальных вопросов. Так для строительства жилья шахтерам на разрезе «Черногорский» был построен кирпичный завод. С целью асфальтирования улиц города и автодорог разреза построен асфальтовый завод.
В Алтайском районе было создано собственное крестьянско-фермерское хозяйство, в котором насчитывается более 1000 голов крупного рогатого скота; на Минусинском мелькомбинате выпекается хлеб и хлебобулочные изделия.

### Семья
У Юрия Степановича единственный сын. Андрей Юрьевич — доктор медицинских наук, в настоящее время — Генеральный директор АО «Барит». У Юрия Степановича пятеро внуков и 8 правнуков.
- Щапов, Афанасий Прокофьевич (1831—1876) — прадед, сибирский историк.